# Sèvres - Manufacture et Musée nationaux
Sèvres - Manufacture et Musée nationaux réunit la manufacture de porcelaine de Sèvres en activité depuis le XVIIIe siècle et le musée national de Céramique créé au siècle suivant, situés à Sèvres dans les Hauts-de-Seine.
L'institution faisait partie de la Cité de la céramique - Sèvres et Limoges, qui inclut depuis 2012 le musée national Adrien-Dubouché à Limoges. L'ensemble a intégré, en 2025, avec le Mobilier national, le nouvel établissement public Manufactures nationales - Sèvres & Mobilier national.

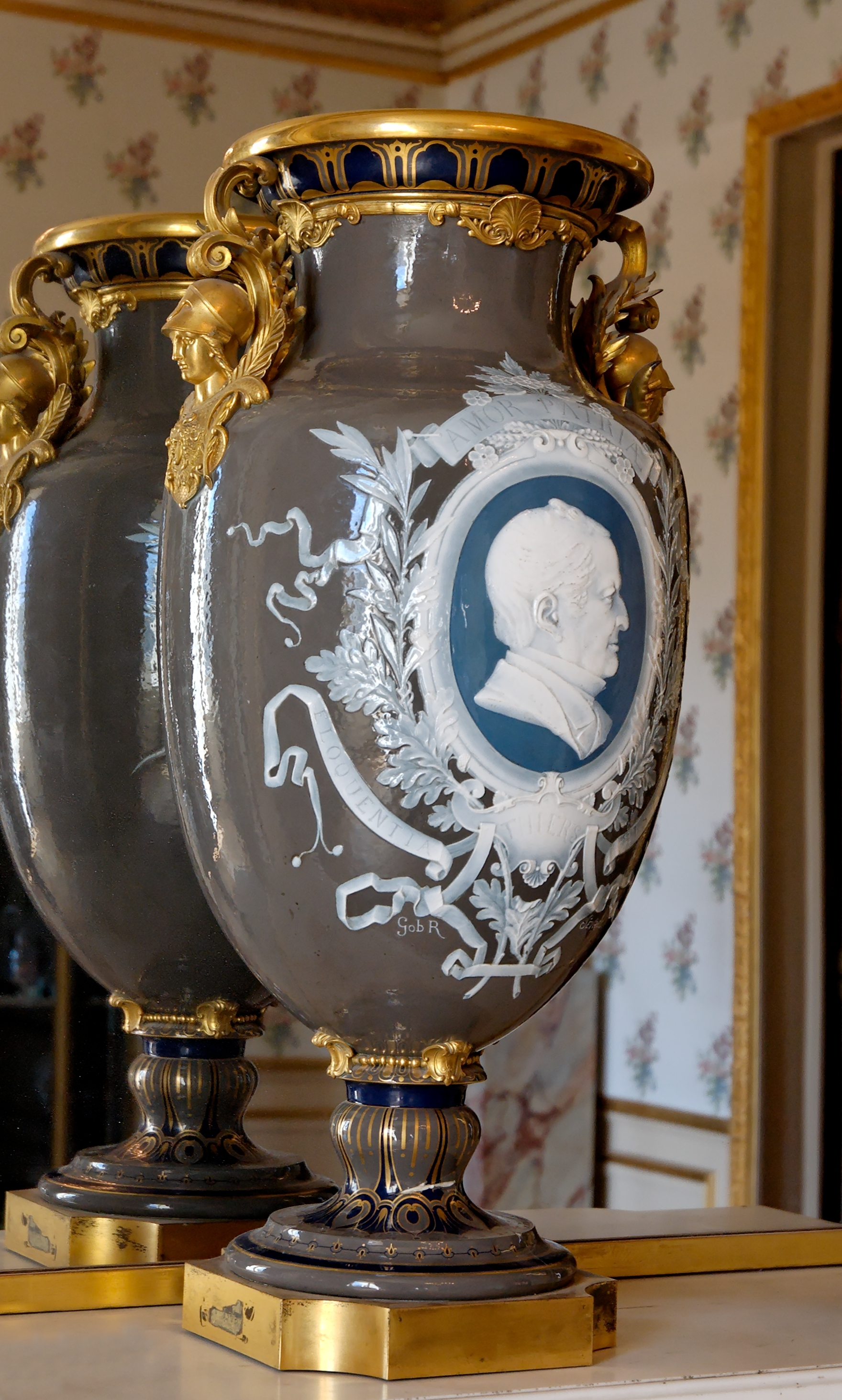
Vase de la Vendange représentant Adolphe Thiers, 1873-1874, Paris, musée du Louvre.

Une diversité d'artistes invités produisent à la manufacture des œuvres et objets d'art en porcelaine. Le musée conserve des céramiques du monde entier et de toutes les époques (poterie, faïence, grès, porcelaine de Sèvres et d'ailleurs).

## Manufacture de porcelaine de Sèvres

### Historique

#### Origines

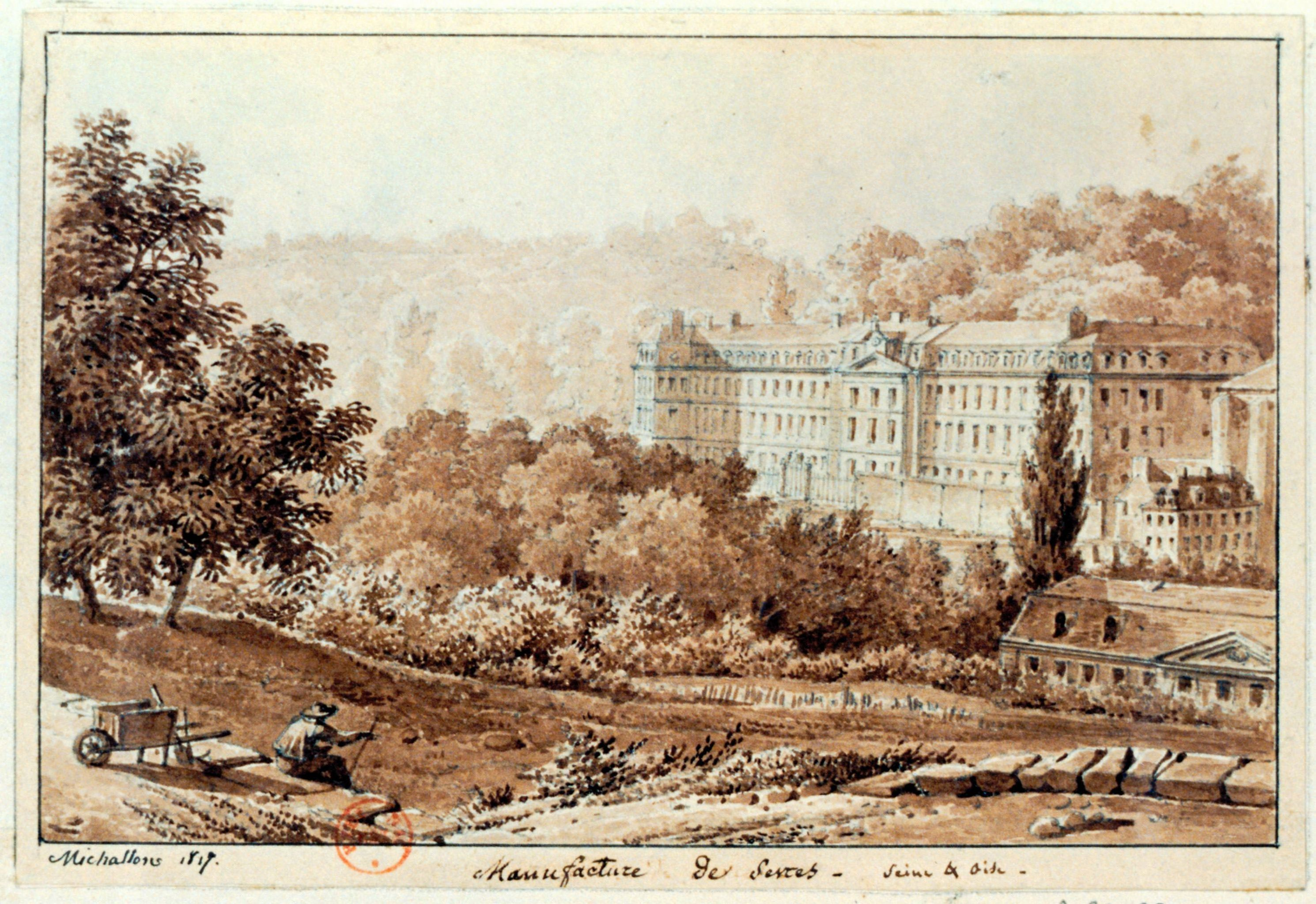
Illustration de la manufacture royale de 1756.

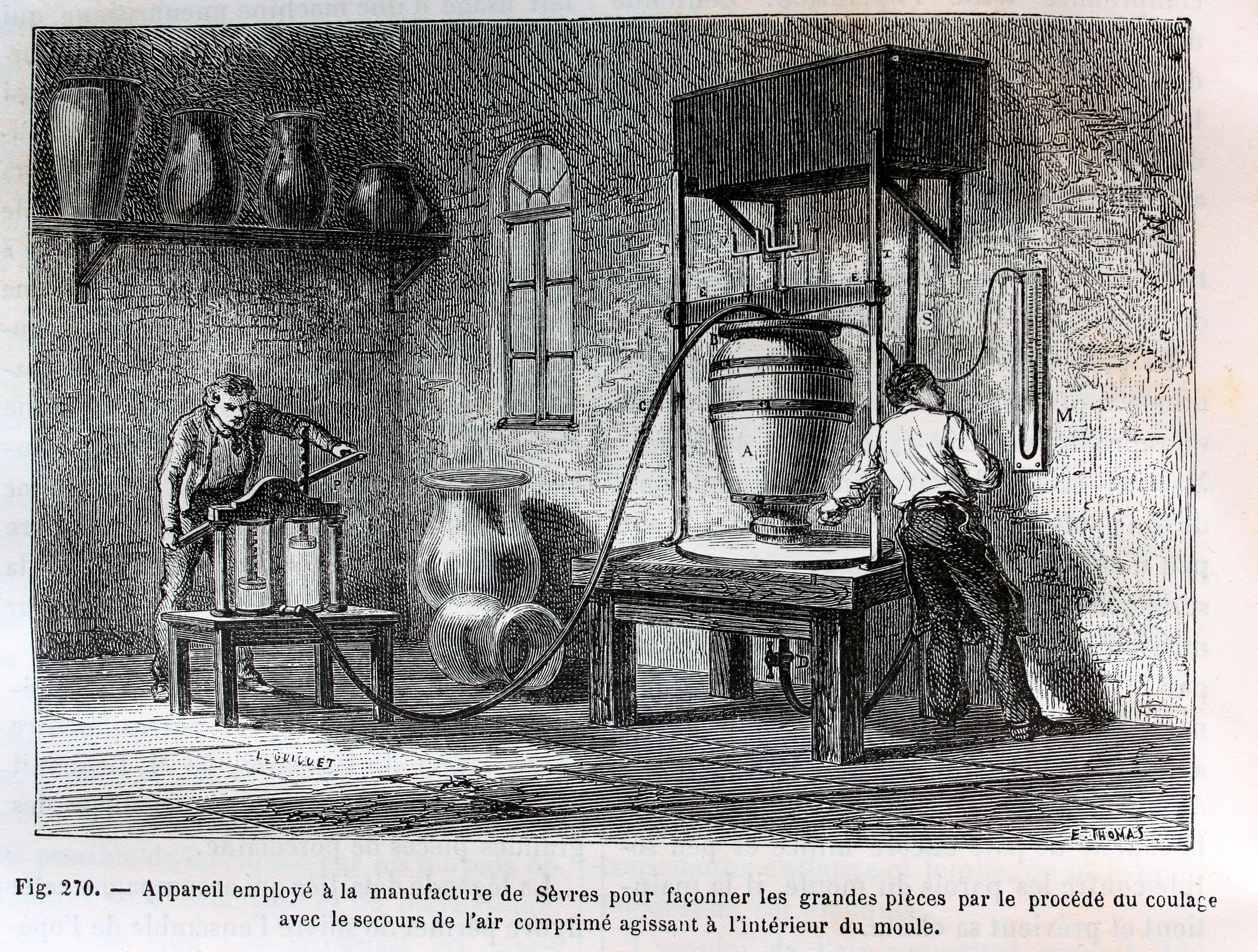
Moulage à la manufacture, 1873.

En 1740, la manufacture de Vincennes est fondée, grâce au soutien de Louis XV et de Madame de Pompadour, afin de concurrencer les productions de Chantilly et de Meissen.[réf. nécessaire]
En 1756, la manufacture est transférée à Sèvres dans un bâtiment construit à l'initiative de Madame de Pompadour, à proximité de son château de Bellevue.
Long de 130 mètres et haut de quatre étages[réf. nécessaire], il est édifié entre 1753 et 1756 par l'architecte Lindet et sous la supervision de l'ingénieur Jean-Rodolphe Perronet à l'emplacement de la ferme dite « de la Guyarde ». De part et d'autre du pavillon central, surmonté, à l'étage des combles, d'un fronton sans sculpture portant l'horloge de l'ancienne verrerie royale, le bâtiment se développe sur deux longues ailes terminées par des pavillons d'angle aux deux extrémités. Le pavillon central est précédé d'une cour dite du public, fermée par une grille en fer forgé. Face à la manufacture est aménagée une demi-lune pour permettre le stationnement des carrosses des visiteurs.
Au rez-de-chaussée, le bâtiment renfermait les réserves de terres, le bûcher et les dépôts de matières premières. Le premier étage abritait les ateliers de moulage, de plâtrerie, de sculpture et de gravure ainsi que les fours. Au deuxième étage se trouvaient les sculpteurs, tourneurs, réparateurs et garnisseurs. Enfin, l'étage sous comble abritait les peintres, doreurs, animaliers et figuristes.
En 1756, Louis XV achète l'ensemble des actions de Sèvres et en devient l'unique actionnaire. La manufacture est ensuite rattachée au domaine de la Couronne en octobre 1759.

#### Mise au point de la porcelaine dure
À l'origine, la manufacture produit une porcelaine tendre, dont Louis-François Ier Gravant a découvert le secret de fabrication. Dans son inventaire après décès du 11 mars 1765, il est désigné comme « inventeur des porcelaines de la manufacture royale établie à Sèvres ». Cette activité est continuée par son fils, Louis-François II Gravant.
Le gouvernement, et en particulier le contrôleur général des finances Henri Jean Baptiste Bertin (qui ne devient ministre qu'en 1763 et commissaire du roi responsable pour Sèvres à partir de 1767), s'inquiète toujours de l'avance qu'a prise l'Allemagne dans le domaine de la porcelaine dure. Bertin est désigné responsable de la production de porcelaine à pâte dure en 1759. À partir de novembre 1759, la manufacture acquiert plusieurs pièces de porcelaine de Frankenthal peintes de scènes de chasse, avec des bords dorés et un décor rococo. Le 21 mars 1760, Bertin demande à Jacques-René Boileau, directeur (1753-1772) de Sèvres, d'établir un questionnaire destiné à Paul-Adam Hannong, qui y répond le 25 avril ; mais ce dernier meurt le 31 mai 1760 ; une lettre de Pierre-Antoine Hannong (second fils de Paul-Adam) datée du 21 janvier 1781 indique que ce dernier est mort avant que la transaction ait pu être finalisée.
De nouvelles ouvertures sont faites à Joseph-Adam Hannong (fils aîné de Paul-Adam), qui se dit possesseur de secrets particuliers ; mais ce dernier se montre encore plus difficile que son père. Et Boileau, qui se déplace jusqu'à Frankenthal, s'assure que ces secrets ne diffèrent en rien de ceux communiqués en 1753. Les responsables de Sèvres s'adressent alors à Pierre-Antoine, qui se montre plus accommodant. Pierre-Antoine signe le 29 juillet 1761 chez le notaire Vivien du Châtelet à Paris un acte de vente « des procédés secrets de la porcelaine, au directeur de la manufacture royale de Sèvres, le sieur Boileau, dûment autorisé à traiter de ce marché, moyennant la somme de 6 000 livres en espèces et de 3 000 livres de rente viagère… ».
Après signature, Sèvres se rend compte que la recette est inapplicable faute de matière première ; car le premier gisement français de kaolin n'est découvert qu'en 1765 et c'est seulement à partir de cette date que Sèvres peut tirer profit du secret acheté
Entre-temps, Pierre-Antoine a dû accepter la résiliation du contrat, moyennant 4 000 livres comptant et une pension viagère de 1 200 francs. Boileau paye les 4 000 livres à Pierre-Antoine le 27 août 1765. Une convention est également passée selon laquelle Pierre-Antoine doit venir à Sèvres faire des essais de son procédé en présence des chimistes Jean Hellot et Pierre Joseph Macquer ; retardées par les démêlés avec son frère, la saisie des terres expédiées de Strasbourg et la vente de la manufacture de Frankenthal, des expériences concluantes ne se déroulent qu'en 1763. Il remet alors à Boileau un cahier contenant les secrets de la porcelaine dure, les indications nécessaires à la construction des fours et celles pour la préparation de la couverte et des couleurs. Selon Lechevallier-Chevignard (op. cit., directeur de la manufacture entre 1920 et 1938), c'est en juin 1763 que Louis XV accorde la rente viagère de 1 200 livres (au lieu des francs indiqués par Tainturier), en paiement de la « satisfaction de ses travaux dans la manufacture de Sèvres ». Ces expériences coûtent plus de 14 000 livres à la manufacture. Pierre-Antoine continue ses essais jusqu'en 1765, année d'un procès-verbal constatant qu'il « n'a pas une connaissance exacte des secrets, composition et manipulation »,.
En 1763, le chevalier d'Aigremont, ambassadeur de France à Coblence, avertit Bertin que le directeur de la manufacture de Kelsterbach est disposé à apporter à Sèvres ses procédés de fabrication. Le conseiller d'État Jacques-Dominique de Barberie de Courteilles, consulté, n'est pas enthousiaste mais, malgré son avis, Bertin fait venir ce personnage qui arrive en août 1764 : c'est l'arcaniste Christian Daniel Busch, qui en 1753 a déjà vécu « aux crochets de la manufacture » sans lui apporter quelque information valable. Il est autorisé à faire — à ses frais — des essais à Sèvres. Il fait construire un four, dit attendre l'arrivée de matières premières et vit encore quelques mois « aux dépens de la manufacture »,.
En réalité, les recettes sont connues : ce qui manque, c'est le kaolin.

#### Découverte du kaolin français
Le comte Louis-Léon de Brancas-Laugarais s'attribue la découverte du kaolin français. Il fabrique de la porcelaine avec de la terre de Maupertuis près d'Alençon, et l'Académie reconnaît que sa fabrication « est aussi belle que celle du Japon ».
Jean-Étienne Guettard, géologue et ancien collaborateur du duc d'Orléans, proteste qu'il a établi en 1750 l'identité des terres de Maupertuis avec des échantillons venus d'Extrême-Orient et affirme en avoir informé l'Académie dès ce moment.
S'ensuit une série de communications à l'académie des sciences en 1764, pour revendiquer l'antériorité de la découverte.
Dans le même temps, Macquer dit avoir fabriqué à Sèvres de la porcelaine aussi belle et aussi résistante que celle de Hannong, avec des matières premières uniquement françaises. Il envoie des échantillons à Courteille et lui demande que les comptes-rendus de ses expériences soient déposés dans l'armoire des secrets de la manufacture.
Entre 1765 et 1770, Jean-Baptiste Darnet, chirurgien, découvre un gisement de kaolin à Saint-Yrieix-la-Perche au sud de Limoges. Le 13 février 1771, le comte de Thy de Milly de l'Académie des sciences de Paris, communique à l'académie un mémoire sur la composition de la porcelaine dure. Ce mémoire est publié en 1777 dans l'Encyclopédie, à l'article nommé « Porcelaine ». Ces travaux sont issus de ses observations effectuées dans les différentes manufactures établies en Allemagne, notamment en Saxe. « Jusqu'à cette époque, on n'avait fait dans les manufactures de porcelaine établies en France, sans excepter celle de Séve [Sèvres], que des porcelaines vitreuses, qui n'avaient que l'apparence extérieure de Porcelaine, mais qui n'en avaient aucune des qualités réelles… ».

#### Commercialisation
Des vases de porcelaine à pâte dure furent commercialisés fin 1773.
Le fond écaille apparaît à Sèvres en 1790. Il est employé en 1800 pour les vases Cordelier destinés à la galerie d'Apollon au château de Saint-Cloud en l'an X et en 1803 sur le service écaille utilisé par l'Empereur au palais des Tuileries,.
De 1800 à 1847, la manufacture prend son essor et acquiert sa renommée internationale sous la direction d'Alexandre Brongniart, nommé par Claude Berthollet.
En 1875, la manufacture est déplacée dans des bâtiments spécialement construits par le gouvernement, en bordure du parc de Saint-Cloud. C'est dans ces lieux que la production se poursuit au XXIe siècle.[réf. nécessaire]
Les locaux de la première manufacture royale située à Sèvres 1 avenue Léon-Journault sont occupés à partir de 1881 par l'École normale supérieure de jeunes filles puis, à partir de 1945, par le Centre international d'études pédagogiques.

#### Femmes à la manufacture royale
À la manufacture de Vincennes, en plein développement, en 1748, on crée une « fleurisserie » composée d'une vingtaine de jeunes filles sous la direction de Mme Gravant. Elle est en activité jusqu'en 1753, date à laquelle l'on interdit les femmes au sein de la manufacture. En 1756, Sèvres compte deux cents employés de sexe masculin.

« […] les rares femmes qui continuèrent de travailler à Vincennes puis à Sèvres, après cela (la fleurisserie), le firent désormais chez elles, apportant et reprenant chaque jour, en dépit des risques de casse, les ouvrages délicats de peinture ou de brunissage. »

— Jean-Paul Desprat, Bleu de Sèvres (1759-1769), Éd. du Seuil, Paris, juin 2006.

### Fabrication de la porcelaine
Le kaolin provenait traditionnellement de Saint-Yrieix, près de Limoges. Actuellement[Quand ?], les sources se sont diversifiées. La couverte, destinée à être appliquée comme émaillage sur la pâte de kaolin après cuisson, est constituée principalement de pegmatite de Marcognac, mélange de feldspath et de quartz.
Le bleu de Sèvres est une couleur caractéristique de la manufacture. Il s'agit d'un oxyde de cobalt qui est incorporé dans la couverte.

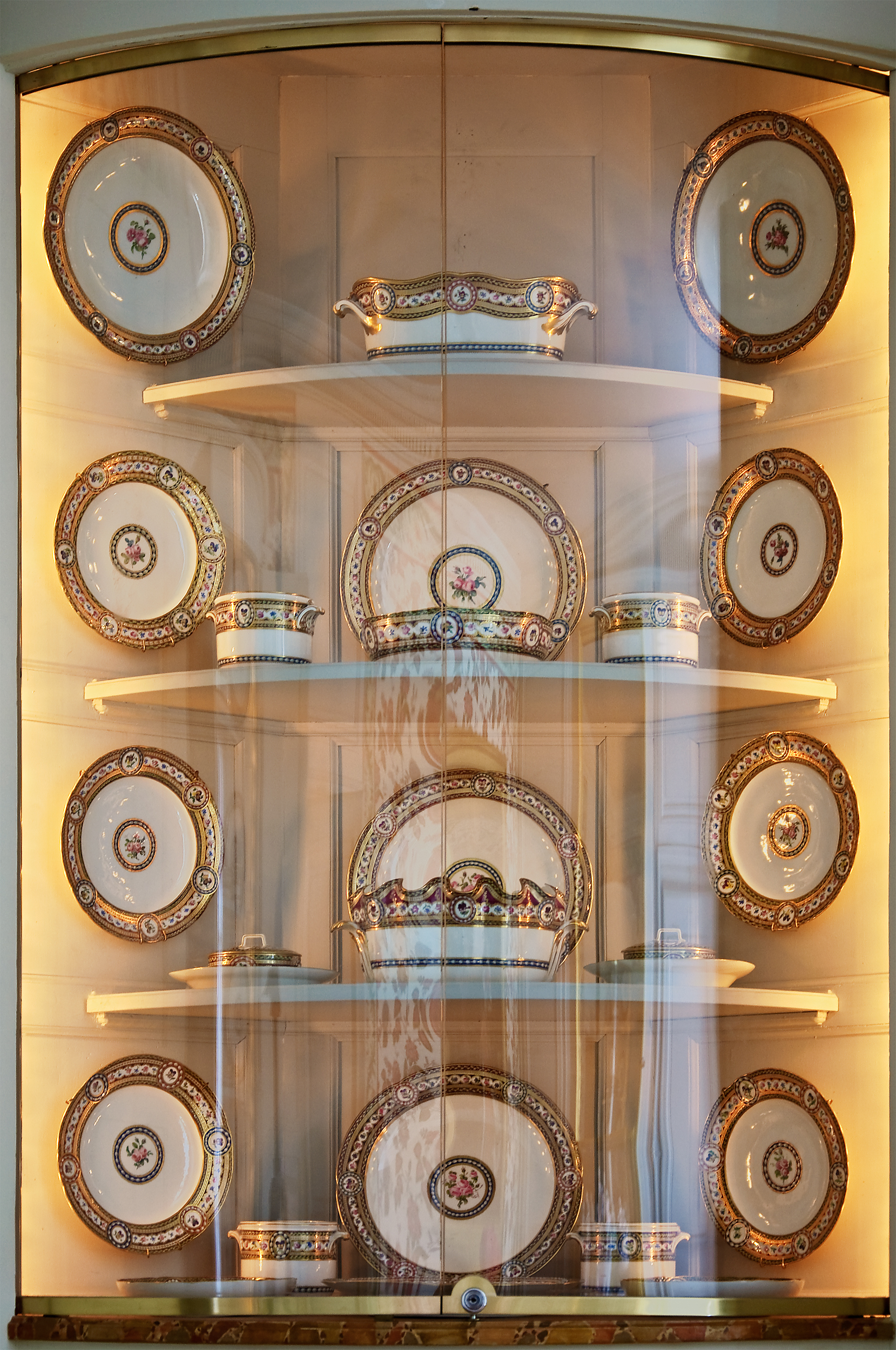
Pièces du service « à frise riche en couleurs et riche en or » livré par la manufacture pour la reine Marie-Antoinette en 1784.
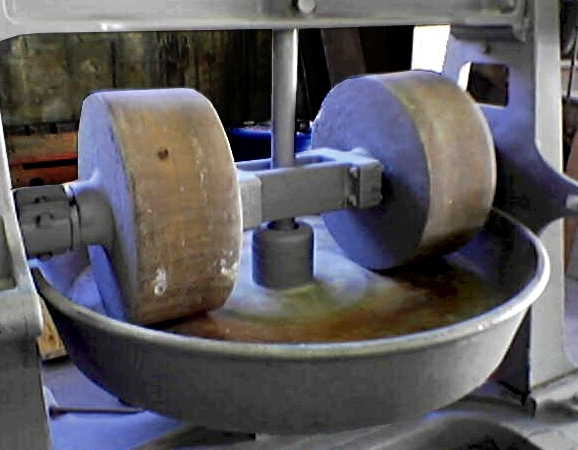
Pierres à moudre.

#### Fours duXIXesiècle

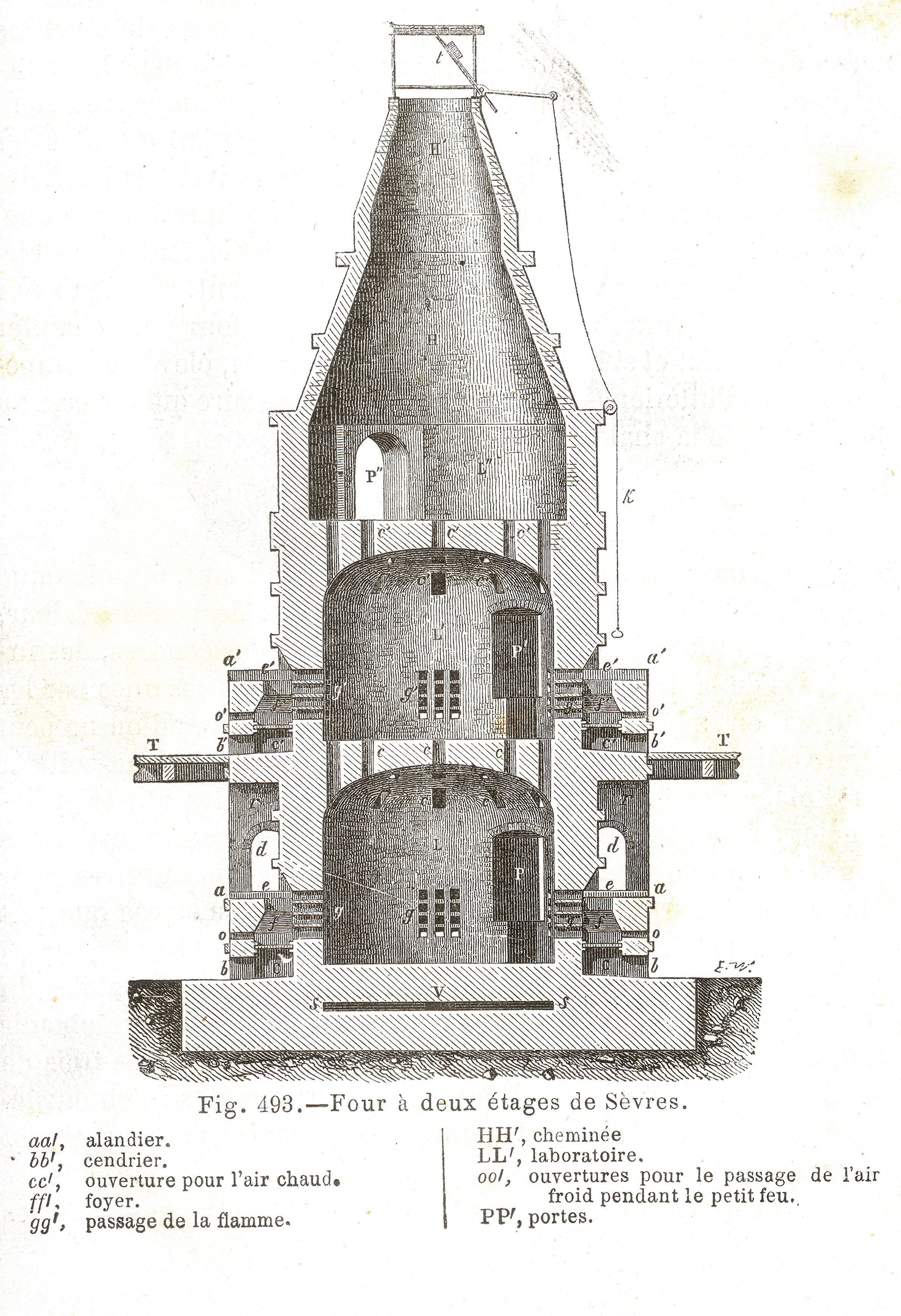
Four à céramique de Sèvres, Dictionnaire de chimie industrielle (Barreswil & Girard, 1864).

Le céramiste Ambroise Milet entre à la manufacture où il est nommé successivement « directeur des fours et des pâtes » et « chef de fabrication » avant de quitter la manufacture en 1883. L'une des plus grandes tâches d'Ambroise Milet est la construction de six grands fours à bois en 1877. En 1993, ces fours sont classés monuments historiques.
Les fours se composent d'un corps cylindrique séparé en trois niveaux, celui du bas dénommé premier laboratoire (diamètre 2,60 m hauteur 3 m), au milieu le second laboratoire (diamètre 2,60 m hauteur 2 m), et en haut le cône de cheminée (2 m). L'alandier est une ouverture dans le bas du premier laboratoire (hauteur 1 m, largeur 0,58 m et profondeur 0,29 m).
Dans la voûte, entre le premier et le deuxième laboratoire, se trouve un grand carneau au centre et neuf petits sur le pourtour. Ces carneaux permettent de guider les flammes et d'évacuer les gaz brûlés. Des grilles appelées « garde-feux » y sont disposés pour diviser la flamme.[réf. nécessaire]
Dans le bas du deuxième laboratoire, de petits alandiers permettent d'augmenter encore la température. Le four possède quatre foyers pour bien répartir la chaleur.[réf. nécessaire]
Le bois utilisé pour chauffer les fours est exclusivement du bois de bouleau. Sa combustion forte et rapide est uniforme, sa flamme est longue et il dégage peu de cendres. Ce bois est le seul capable de porter le four aux températures recherchées (petit feu vers 800 °C, grand feu vers 1 300 °C). La cuisson se fait avec des bûches de 73 cm de longueur.[réf. nécessaire]
Dans ce même four, le biscuit peut être cuit en 15 à 16 heures, et le vernis ou glaçure en 11 à 12 heures.[réf. nécessaire]
Une cuisson nécessite 25 stères de bois qui seront brûlés en 48 heures avec une technique précise de montée en température. Le four met ensuite entre quinze et vingt jours pour refroidir. Le mur qui obstrue la porte est démantelé pour le défournement.[réf. nécessaire]
Une centaine de pièces sont cuites en même temps, en fonction de leur taille et de leur encombrement.[réf. nécessaire]
La cuisson dans ces fours donne des qualités d'émaux inégalables impossibles à obtenir avec d'autres techniques de chauffe. La très grande uniformité de la chaleur dans le four et le refroidissement extrêmement progressif expliquent ces qualités. Par ailleurs, ces fours sont les seuls capables de produire des pièces de taille exceptionnelle, dont Sèvres s'est fait une spécialité.[réf. nécessaire]
La dernière grande cuisson au bois a eu lieu en 2021 et l'avant dernière en 2016. Lors de la cuisson au bois de 2006, près de 180 pièces ont été mises à « l'Épreuve du Feu », nom de l'exposition qui a ensuite présenté ces pièces, dans la galerie parisienne de la manufacture, avant d'être dispersées. Près d'un an de travail de l'ensemble des ateliers a été nécessaire pour fabriquer et décorer les pièces. L'ouverture du four, comme sa mise à feu ont été retransmises en direct à la télévision. La prochaine cuisson au bois sera indiquée sur le site officiel de la manufacture.
En dehors de ces cuissons exceptionnelles, la manufacture utilise des fours à gaz pour toute sa production courante.[réf. nécessaire]

Créations en porcelaine de Sèvres
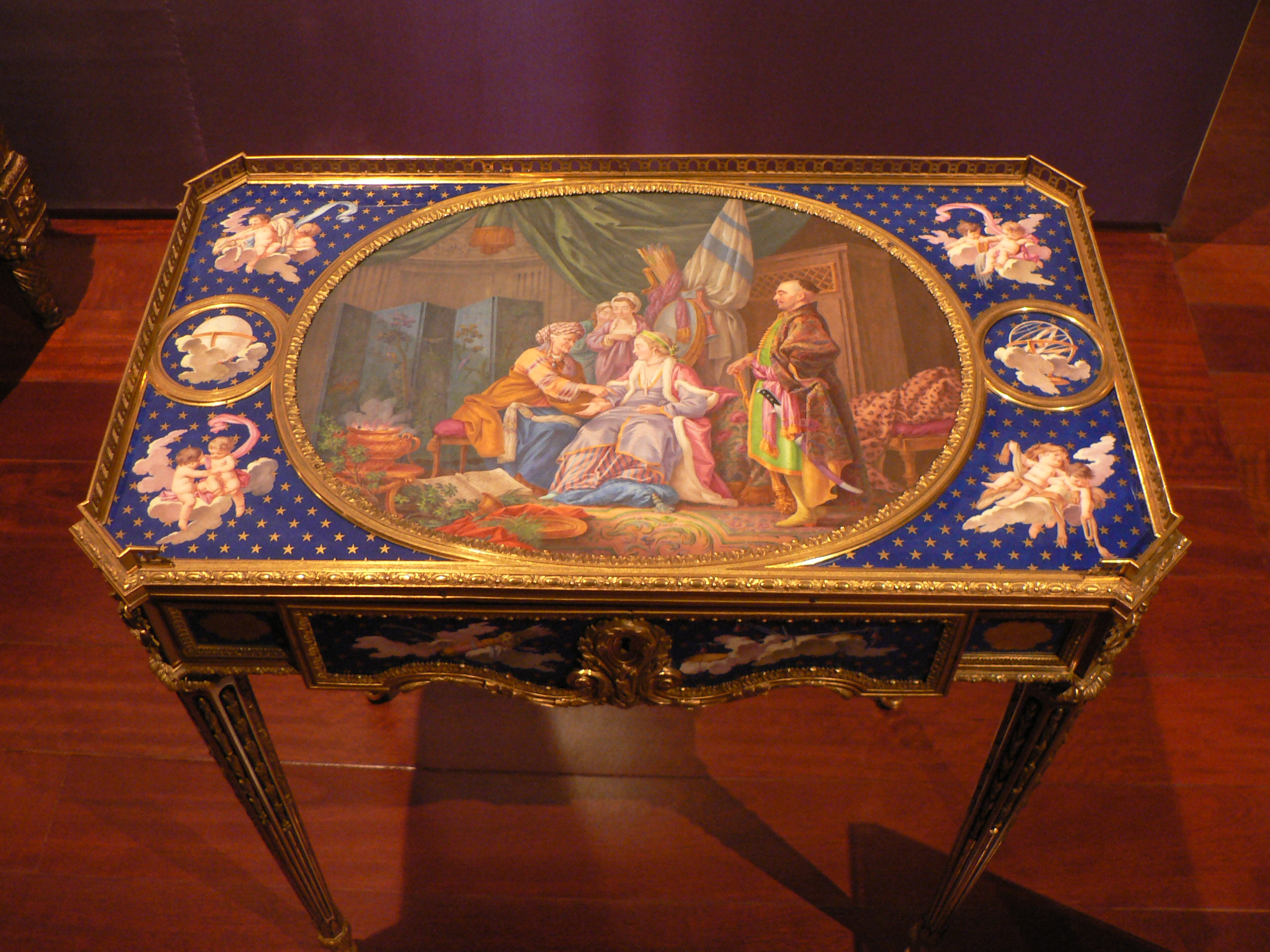
Table d'écriture (1772). Lisbonne, musée Calouste-Gulbenkian.
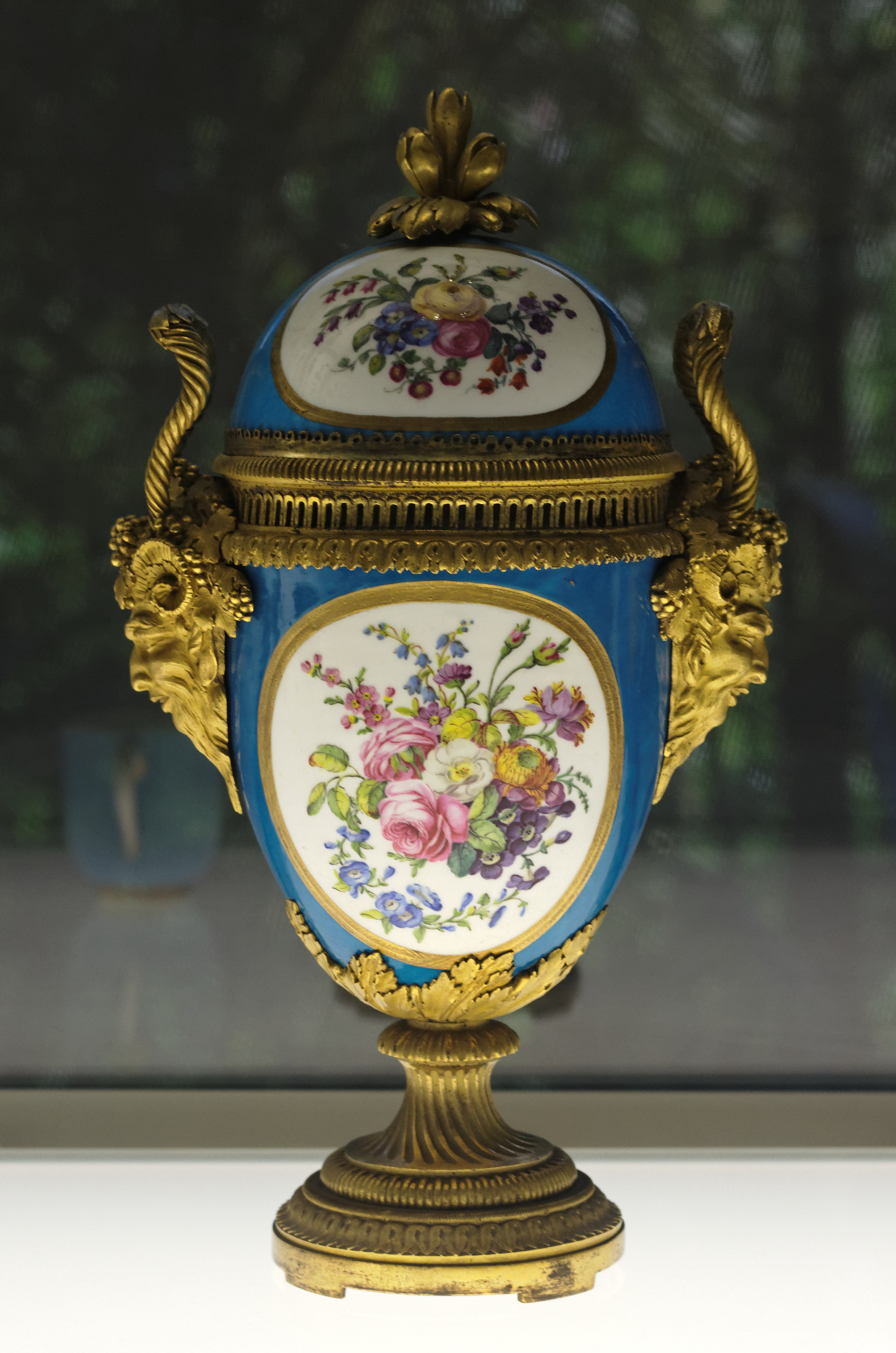
Vase. Lisbonne, musée Calouste-Gulbenkian.
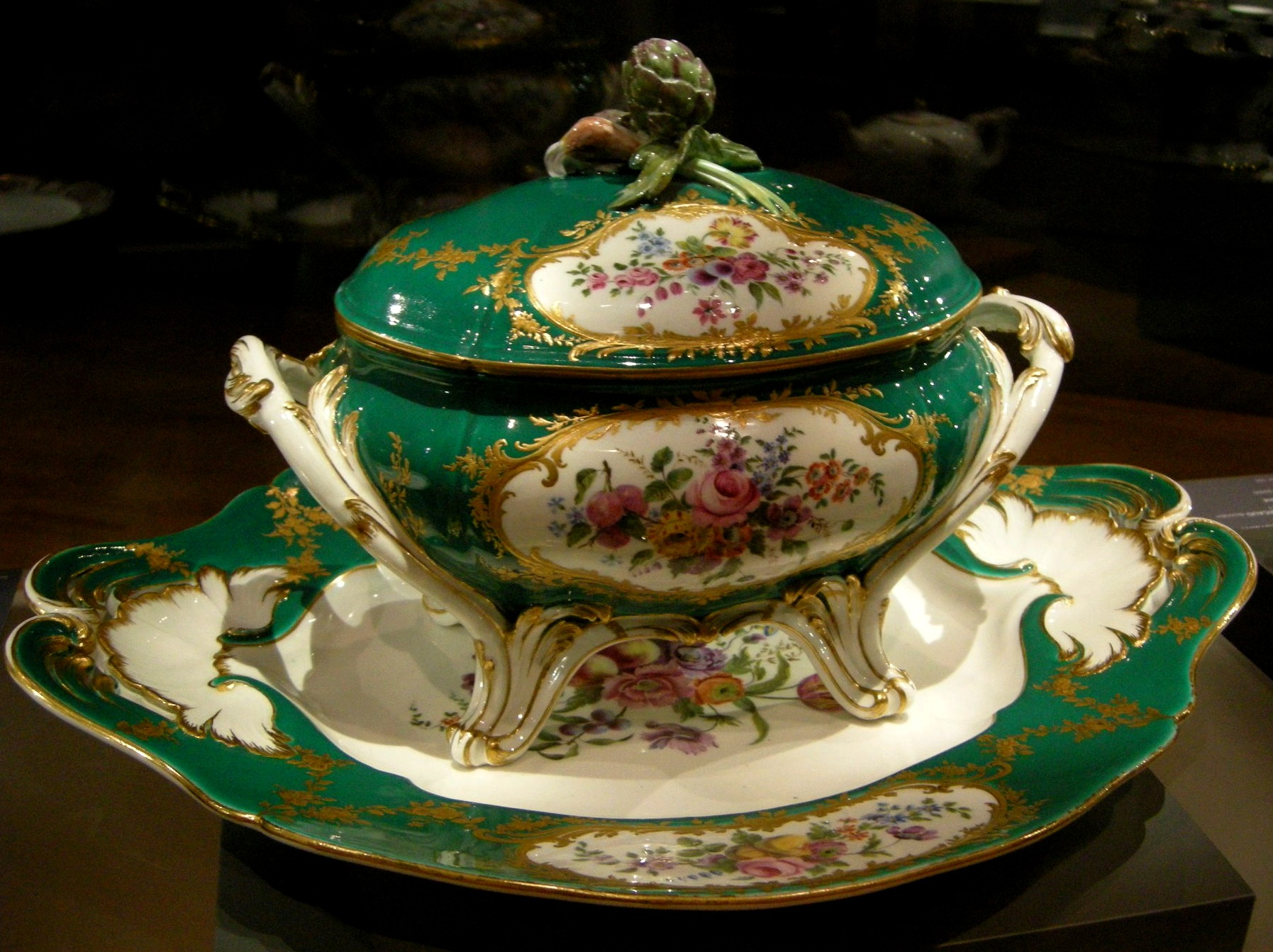
Jacques-François Micaud (1732 ou 1735-1811), Soupière. Melbourne, National Gallery of Victoria.
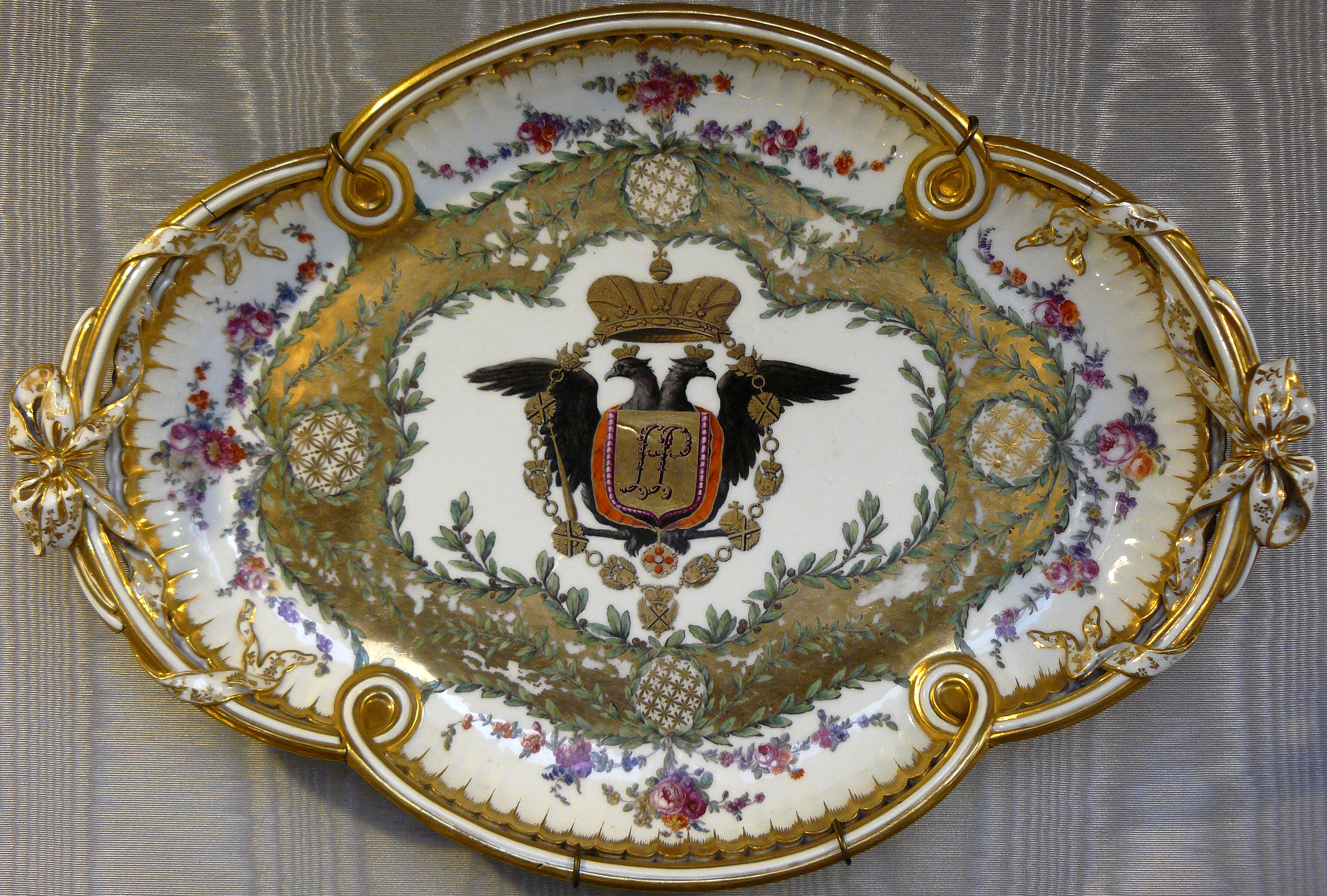
Plat en porcelaine dure, d'un cabaret de huit pièces, décors polychrome et or au chiffre de Paul Petrovitch (1773). Sèvres, musée national de Céramique.
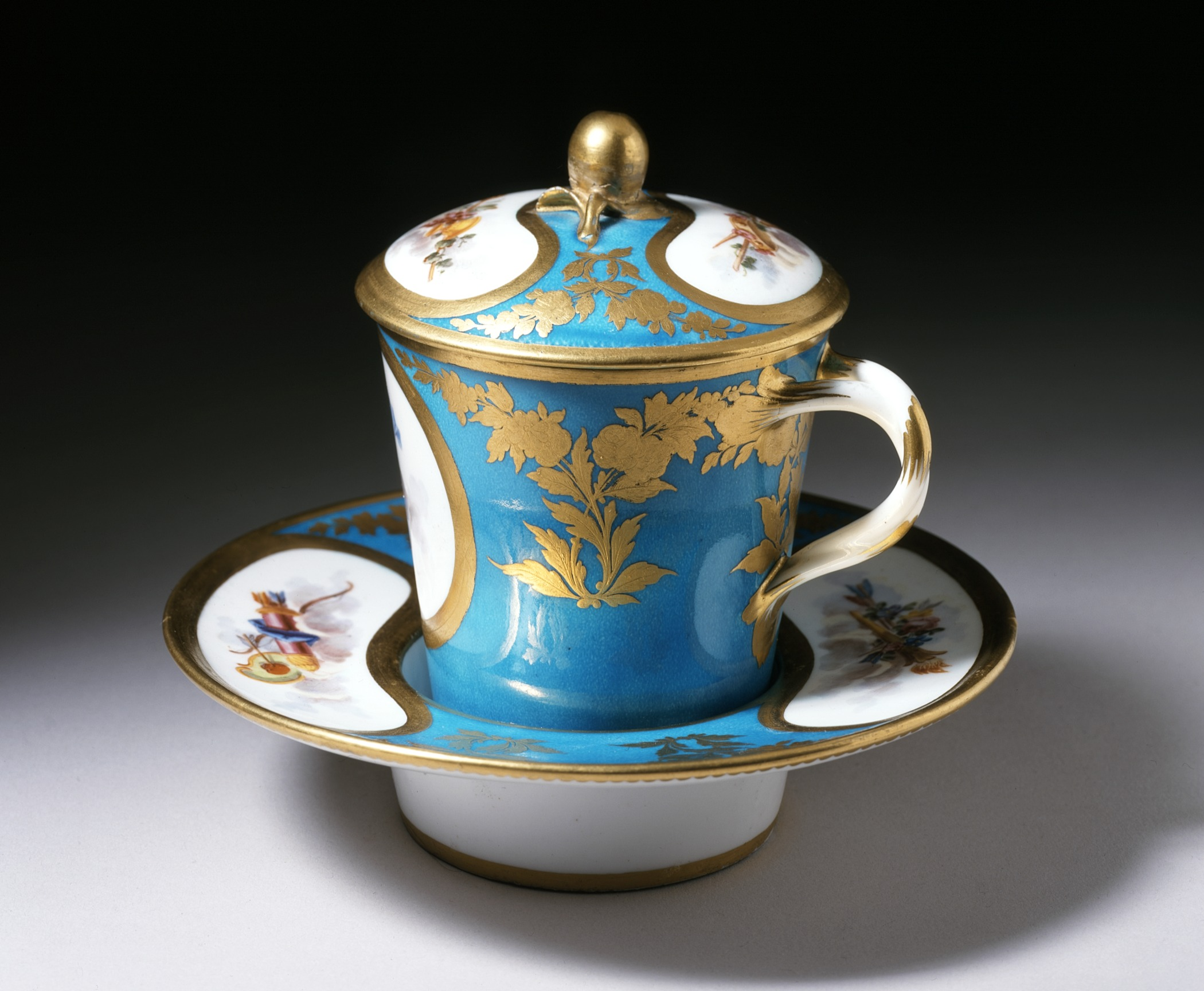
Trembleuse par Étienne-Jean Chabry (v. 1776). musée d'Art du comté de Los Angeles.

Œuvres conservées à Paris au musée du Louvre
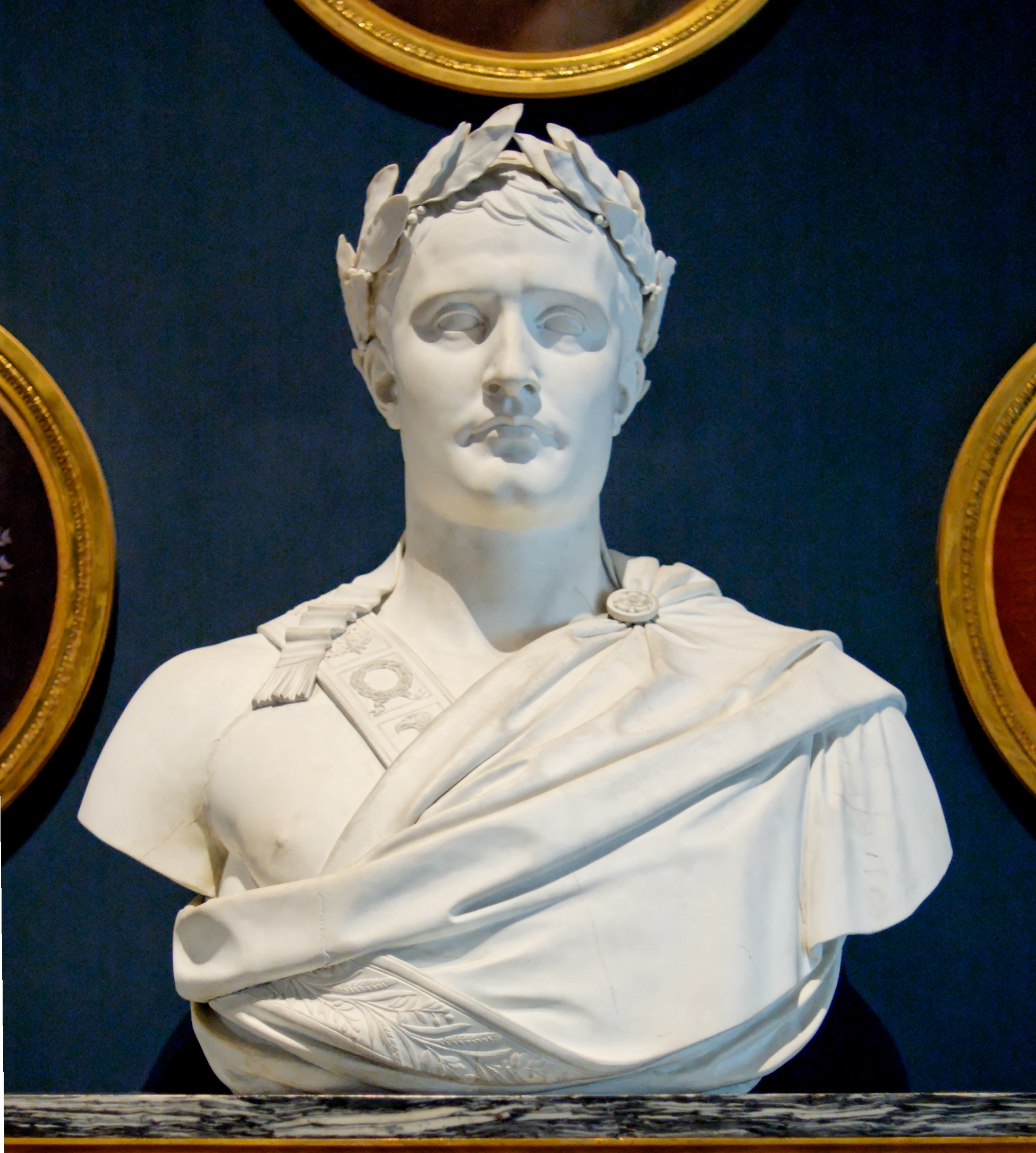
Buste de Napoléon (1811), d'après Antoine-Denis Chaudet.
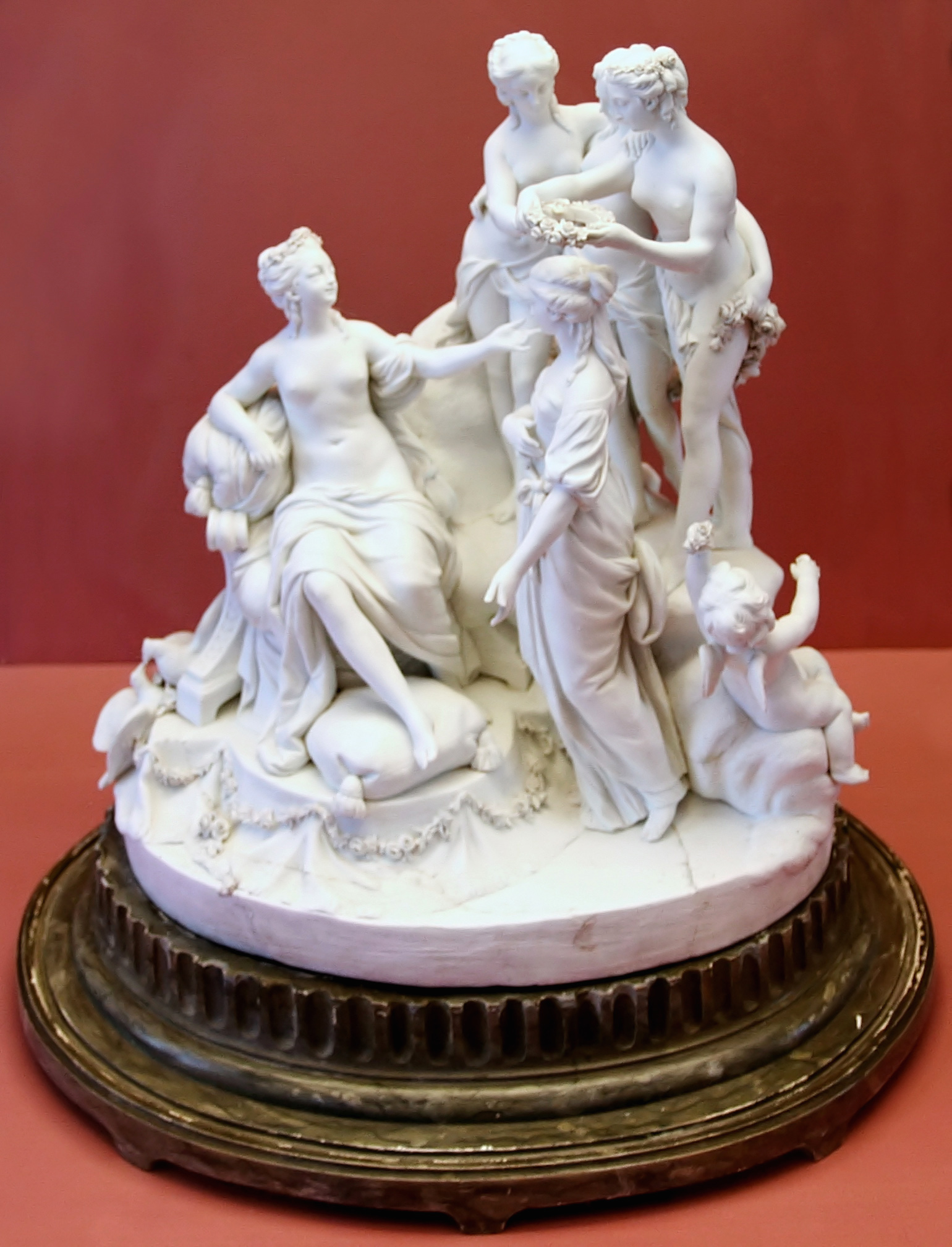
Biscuit représentant Vénus couronnant la Beauté (fin XVIIIe).
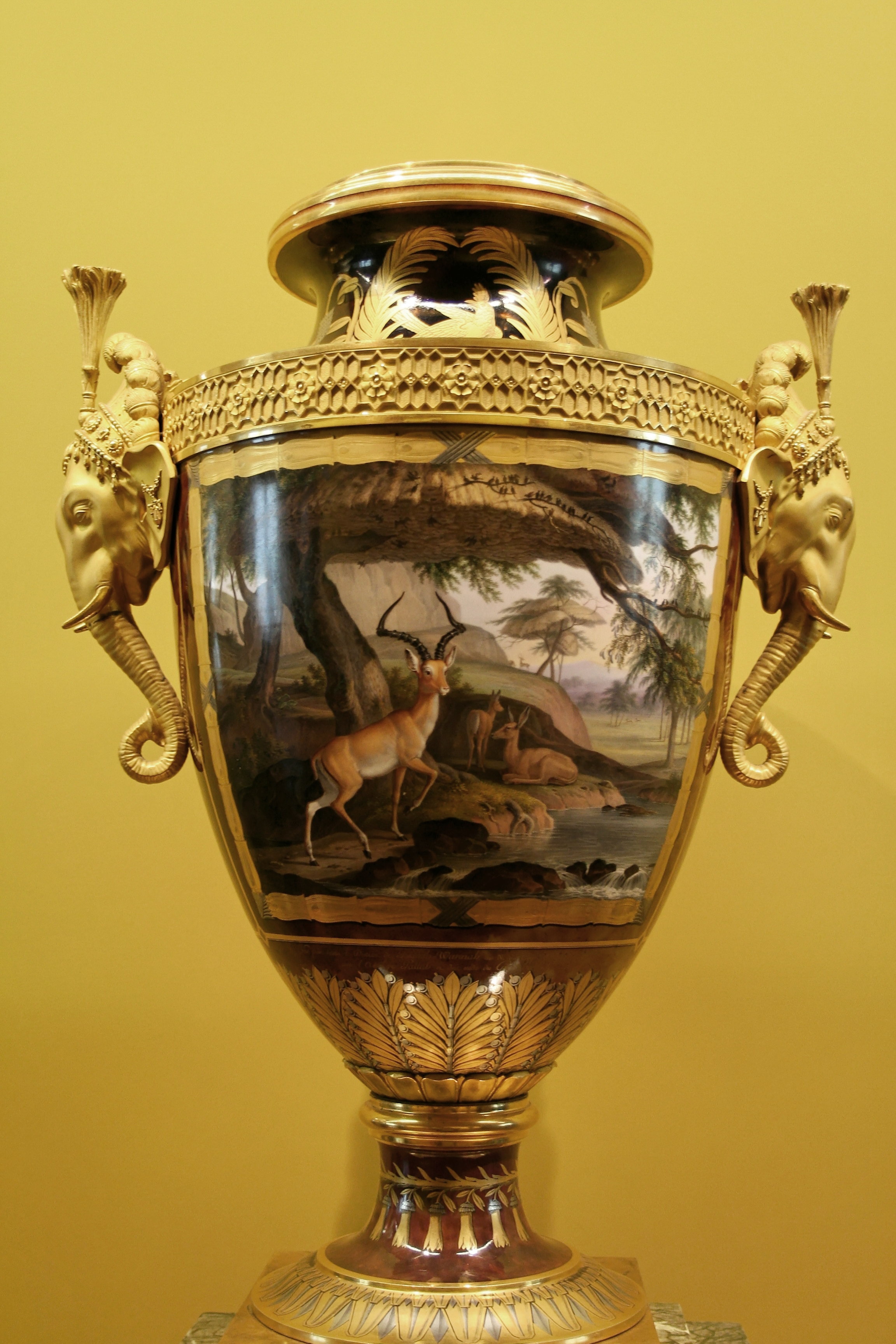
Vase Clodion, offert par Louis XVIII à son frère, futur Charles X (1817).
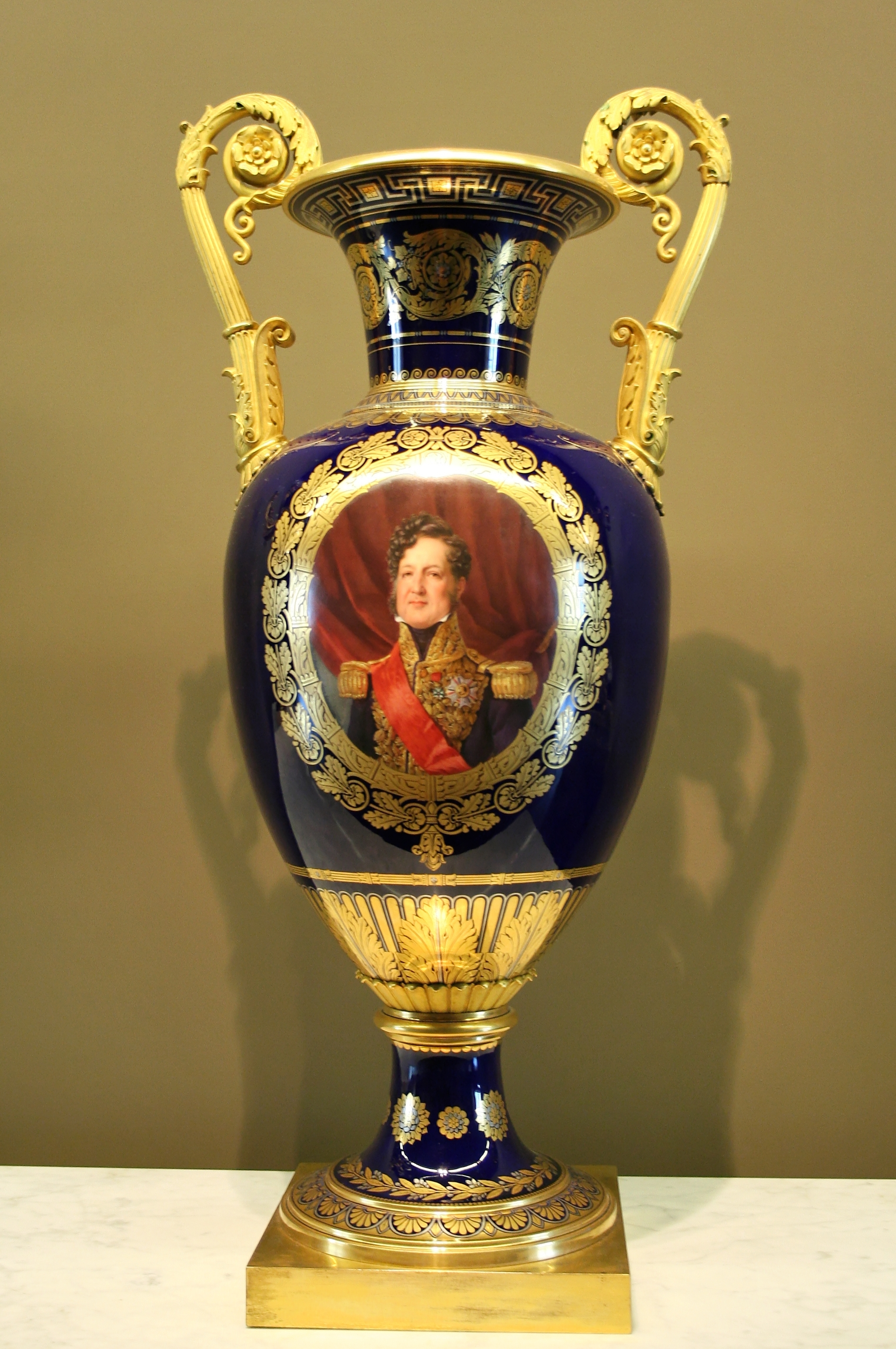
Vase représentant Louis-Philippe Ier (1837).

### La manufacture aujourd'hui

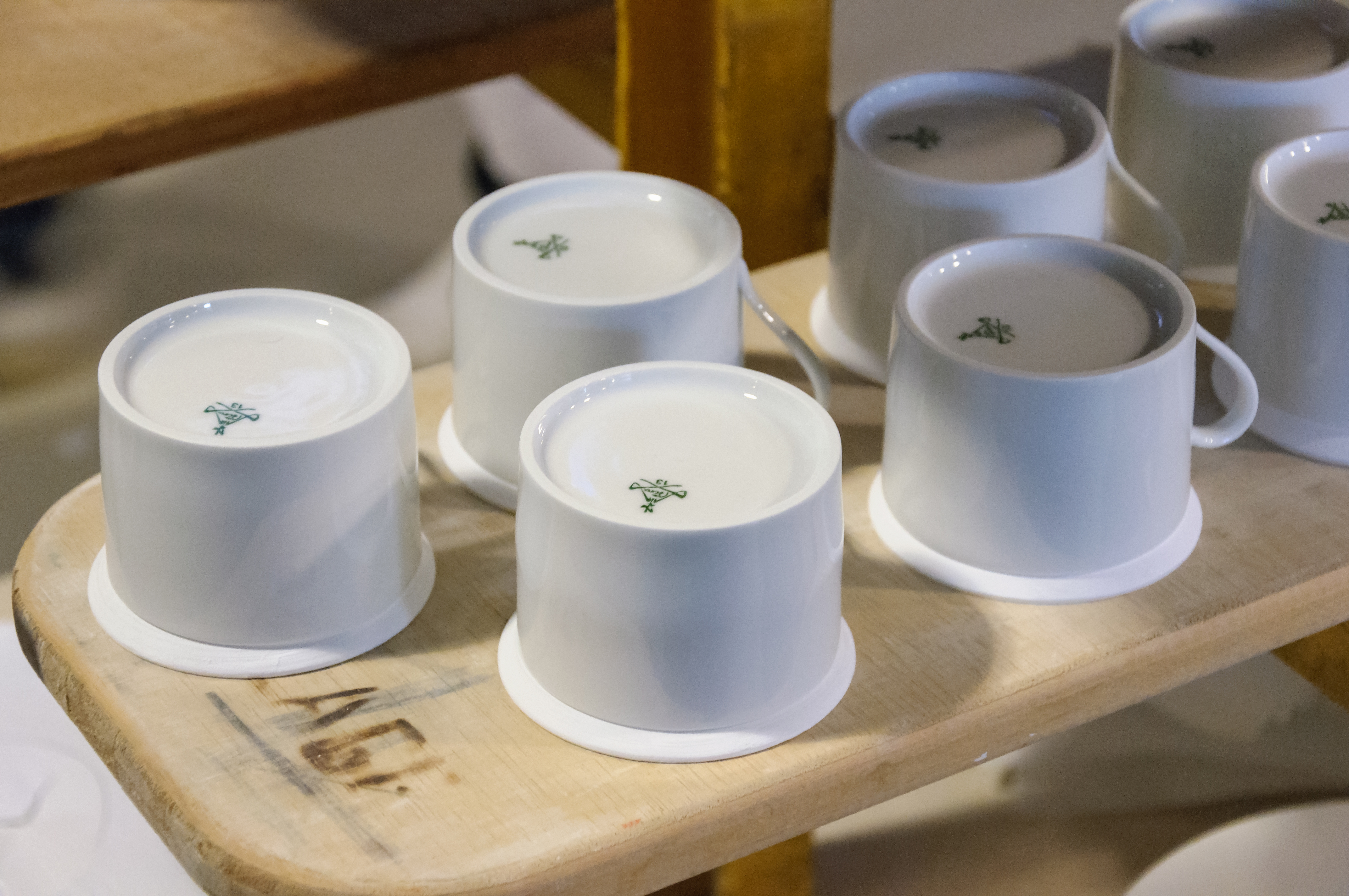
Tasses à thé de forme « litron », sorties d'un « four de blanc », portant la marque de la manufacture.

Jusqu'en 2009, la Manufacture nationale de Sèvres fut un service à compétence nationale du ministère français de la Culture et de la Communication.
Au 1er janvier 2010, la manufacture de Sèvres et le musée national de Céramique fusionnent au sein d'un établissement public en vertu du décret du 26 décembre 2009. Le 1er mai 2012, le musée national Adrien-Dubouché est également rattaché à cet établissement public qui prend le nom de Cité de la céramique - Sèvres et Limoges. En 2018, le designer Philippe Apeloig repense le logo et la charte graphique du site sévrien, les rendant plus modernes et en accord avec la volonté de s'inscrire pleinement dans la création contemporaine. D'un point de vue de la communication, la manufacture et le musée de Sèvres communiquent d'une seule voix sous le nom Sèvres - Manufacture et Musée nationaux.
Au sein de cet établissement public, sa mission, identique depuis ses origines en 1740, est de produire des objets de céramique d'art selon des techniques artisanales, que ce soit des rééditions de modèles anciens ou bien des créations contemporaines. Elle assure la diffusion de sa production à la fois destinée aux besoins de l'État et à la vente commerciale et se charge de promouvoir la recherche technologique et artistique dans le domaine de la céramique. Ses créations se concentrent sur les pièces de haut de gamme, perpétuant un artisanat d'excellence qui ne cherche pas à atteindre une production de céramiques de dimension industrielle.[réf. nécessaire]
Les créations de la manufacture sont visibles dans seulement deux galeries : la première à Sèvres, et la seconde au cœur de Paris au 4, place André-Malraux, entre le palais du Louvre et la Comédie-Française . La manufacture organise en outre de nombreuses expositions dans le monde[réf. nécessaire], et participe à de nombreux salons et foires d'art contemporain comme la Brafa, la Fiac, le PAD[Quoi ?] ou Art Dubai[Quoi ?].
Fin 2020, la démolition de l'enceinte et d'un pavillon de garde (du Second Empire) de la manufacture afin de créer une promenade piétonne suscite les critiques d'associations de défense du patrimoine et de la nature, alors que ces terrains et bâtiments sont classés aux titres des monuments historiques et des sites. Depuis, les bâtiments de l'école de céramique (spécialement celui réalisé en 1933 par Michel Roux-Spitz) sont visibles de la Grande-Rue.

### Peintres et autres artistes

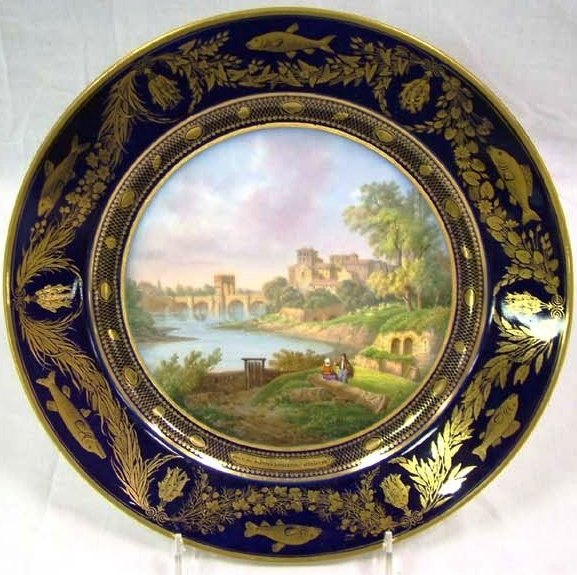
Service des fleuves et rivières de France, assiette par P. Langlois.

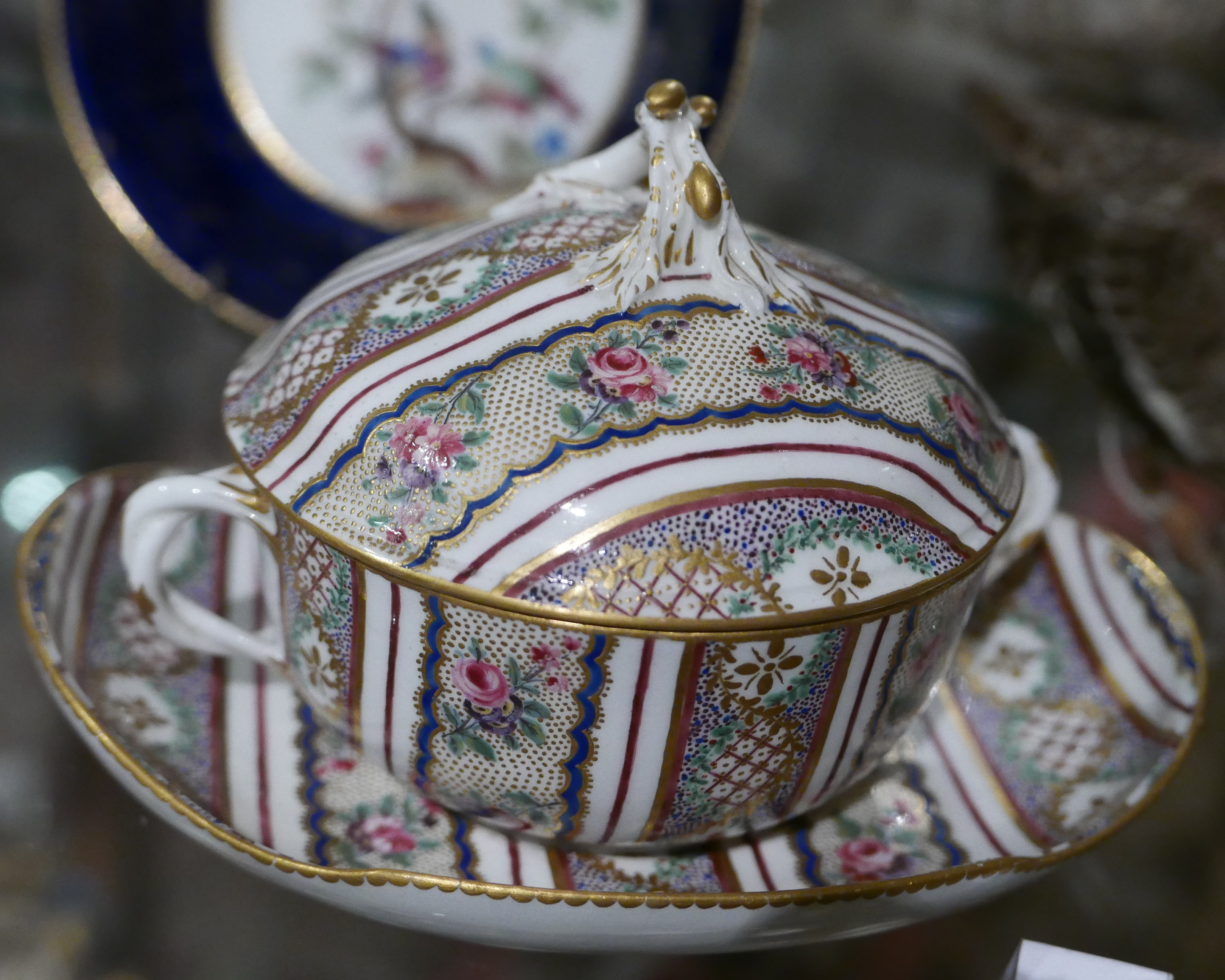
Décor de soieries par Jacques-François Micault.

- En raison de sa réputation d'excellence et de son prestige, la manufacture a pu attirer les meilleurs artistes de son temps. Parmi les plus connus, on peut noter :

A
- Pierre Alechinsky
- Arman
- Jean Arp

B
- Jean-Jacques Bachelier (1751)
- Marc-Antoine Bissière (dit Louttre B.)
- François-Hubert Barbin[n 4]
- Charles-François Becquet
- Antoine Béranger
- Louis Boizot
- Robert Bonfils
- Ignace-François Bonhommé
- François Boucher
- Louise Bourgeois
- Félix Bracquemond
- Pierre Buraglio
- Charles Buteux[n 5]
- Charles-Nicolas Buteux fils aîné[n 6]
- Pierre Théodore Buteux[n 7]
- Antoine Buteux[n 8]

C
- Alexander Calder
- Albert-Ernest Carrier-Belleuse
- Charles Catteau
- Ernest Chaplet
- Alfred Courtens

D
- Louise Dambrun
- Albert Dammouse
- Hermine David
- Théodore Deck[n 9]
- Émile Decœur
- Marcel Derny
- Jean-Charles Develly
- Erik Dietman
- Charles-Nicolas Dodin
- Paul-Édouard Dreux
- Martin Drolling[n 10]
- Paul Ducuing[n 11]
- Jean-Claude Duplessis, ou Duplessis père

F
- Étienne Maurice Falconet
- Alexandre-Évariste Fragonard[n 12]
- Eugène Froment-Delormel (1853 à 1885)

G
- Louis Gosselin (sculpteur)
- Hector Guimard

H
- Étienne Hajdu
- Louis Hista[n 13]

I
- Jean-Baptiste Isabey

J
- Marie Victoire Jacquotot

K
- Jean-Baptiste-Jules Klagmann
- Yayoi Kusama

L
- François-Xavier Lalanne
- Jean-Baptiste Gabriel Langlacé (1786-1864)[n 4]
- Espérance Langlois
- Polyclès Langlois
- Nicolas-Antoine Le Bel (actif 1804-1845)[n 4]
- Jacques Lestrille
- Louis Prosper Levavasseur, l'aîné
- François Levavasseur

M
- Charles Maillard
- Mallet
- Lucy Marchandise
- Clément Massier
- Roberto Matta
- Jean Mayodon
- Alfred Meyer[n 14]
- Jacques-François Micault (1733-1811)
- Félix Optat Milet

P
- Richard Peduzzi
- Charles Percier
- Bernard Piffaretti
- Arthur-Luiz Piza
- Serge Poliakoff

R
- Henri Rapin
- Auguste Rodin
- Dana Roman
- Jacques-Émile Ruhlmann

S
- Alexandre Sandier
- Adrian Saxe
- Ettore Sottsass
- Jacques François Joseph Swebach-Desfontaines

T
- Vincent Taillandier
- Louis Jean Thévenet, père

W
- Betty Woodman

X
- Marie-Claude-Sophie Xhrouet
- Philippe Xhrouet ou Xhrowet, Secroix

Une liste exhaustive de tous les ouvriers et autres artistes ayant travaillé pour Sèvres, sporadiquement ou à plein temps, a été dressée par la French Porcelain Society vers 2010.

### Liste des directeurs
Les noms des directeurs sont recensés de façon exhaustive dans l'inventaire des archives de la manufacture.
- Jacques-René Boileau, inspecteur (1745-1753) puis directeur (1753-1772)[35]. Henri Jean Baptiste Bertin est commissaire du roi responsable pour Vincennes à partir de 1767[7].
- Melchior François Parent, directeur (1772-1778)
- Antoine Régnier, directeur (1778-1793)
- Haudry, Delaporte, Jean-César Battellier, commissaires de la Convention, successivement délégués à la direction de la manufacture en 1793
- Jean-Jacques Hettlinger, Salmon l'aîné, François Meyer, co-directeurs en 1793
- Jean-Jacques Hettlinger, Salmon l'aîné, co-directeurs (1797 à 1800)
- Alexandre Brongniart, directeur (1800-1847)
- Jacques-Joseph Ebelmen, administrateur (1847-1852)
- Henri Victor Regnault, administrateur (1854-1871)
- Louis-Rémy Robert (1871-1879)
- Charles Lauth (1879-1887), chimiste
- Théodore Deck (1887-1891), céramiste
- Jacques Marthe Émile Baumgart[36] (1891-1897)
- Alexandre Sandier (1897-1916)
- Georges Lechevallier-Chevignard (1920-1938)
- Georges Bastard (1938-1939)
- Louis Longchambon (1939-1940)
- Guillaume Jenneau (1940-1943)
- Max Terrier (1943-1946)
- Maurice Savreux, directeur (1946-1947)

### Liste des chimistes
- Jean Hellot, chimiste (1752-1757)
- Pierre-Joseph Macquer, chimiste (1757-1766), commissaire au bureau des teintures (1766-1784)[37]
- Faustino Malaguti, chimiste (1834-1840)

## Musée national de Céramique

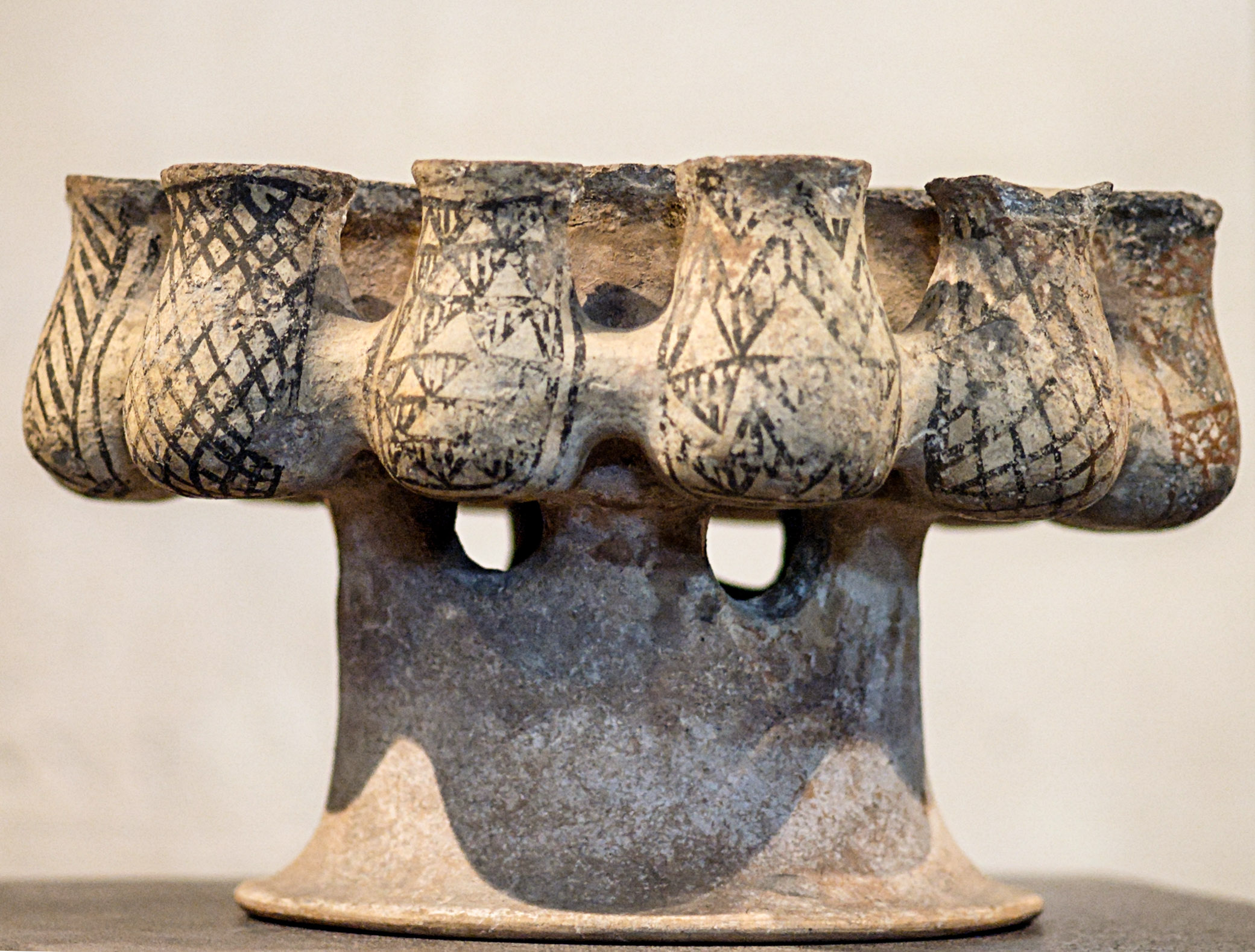
Kernos. Terre cuite, Cycladique Ancien III - Cycladique Moyen II (vers 2000 av. J.-C.). Découvert dans une tombe à Mélos. Paris, musée du Louvre.

Le musée national de Céramique est attenant à la manufacture. Institution créée en 1824, il propose aussi une collection qui illustre la diversité de la céramique à travers le temps et divers régions.

### Collections
Le musée regroupe près de 50 000 objets en céramiques de toutes les époques, des plus reculées aux plus récentes, provenant de toutes les civilisations du monde.
Les céramiques de la Grèce antique et de l'Europe côtoient des porcelaines chinoises et islamiques, de la faïence hispano-mauresque, des terres cuites américaines, ou des pièces en grès ou en verre d'artistes contemporains. Cependant, la plus grosse part des pièces exposées sont européennes et se situent entre les XVe et XIXe siècles.

### Histoire du musée

#### Période d'Alexandre Brongniart: 1800-1847

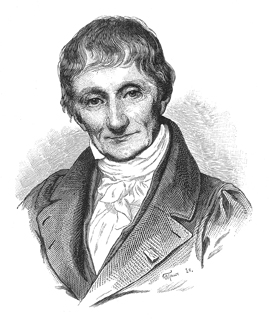
Jules Pizzetta, Portrait d'Alexandre Brongniart, publié dans la Galerie des naturalistes, Éd. Hennuyer, 1893.

Le musée a été créé en 1824 (date officielle) par Alexandre Brongniart, directeur de la manufacture impériale de porcelaine de Sèvres, sous le nom de Musée Céramique et Vitrique. Soucieux de présenter l'histoire des techniques de la céramique et des matières vitreuses, à travers le monde et les époques, ce dernier a constitué l'une des collections de céramiques des plus variées. Esprit curieux, son souhait était d'écrire un ouvrage, le Traité des arts céramiques ou des poteries considérées dans leur histoire, leur pratique et leur théorie (Paris, 1844). Dès son arrivée à la manufacture, il eut donc l'idée de créer un « musée-laboratoire », source première d'inspiration pour la rédaction de ce livre. Deux collections, dans les locaux de la manufacture, sont à l'origine de ce projet : il s'agit des séries de modèles en terre cuite pour la fabrication des biscuits de porcelaine ainsi que les vases antiques (grecs, étrusques et romains) provenant de la collection de Dominique-Vivant Denon, acquise par le roi Louis XVI en 1785 et déposée à la manufacture l'année suivante.
En 1824, Brongniart nomme Désiré Riocreux premier conservateur du musée. Ancien peintre sur porcelaine à la manufacture, il ne pouvait plus y travailler à cause d'une vue très basse. En 1845, tous deux publient ensemble le premier catalogue du musée: Description méthodique du musée Céramique de la Manufacture royale de Sèvres.
Brongniart avait opté pour une présentation des collections à la fois chronologique et technique, afin de refléter le classement présenté dans le Traité des arts céramiques : chaque technique de céramique était bien séparée des autres. Ce système a évidemment été adopté par Riocreux.[réf. nécessaire]

#### Conservation de Désiré Riocreux
À la mort d'Alexandre Brongniart en 1847, Désiré Riocreux reste conservateur au musée. Il continue le projet voulu par Brongniart. Avec peu de moyens, il enrichit considérablement les collections, rassemblant plus de 20 000 objets. Le critère technique, voulu par Brongniart, l'emporte toujours : il conserve ainsi le classement effectué par son ancien directeur.[réf. nécessaire]

#### Le musée de Champfleury - 1876

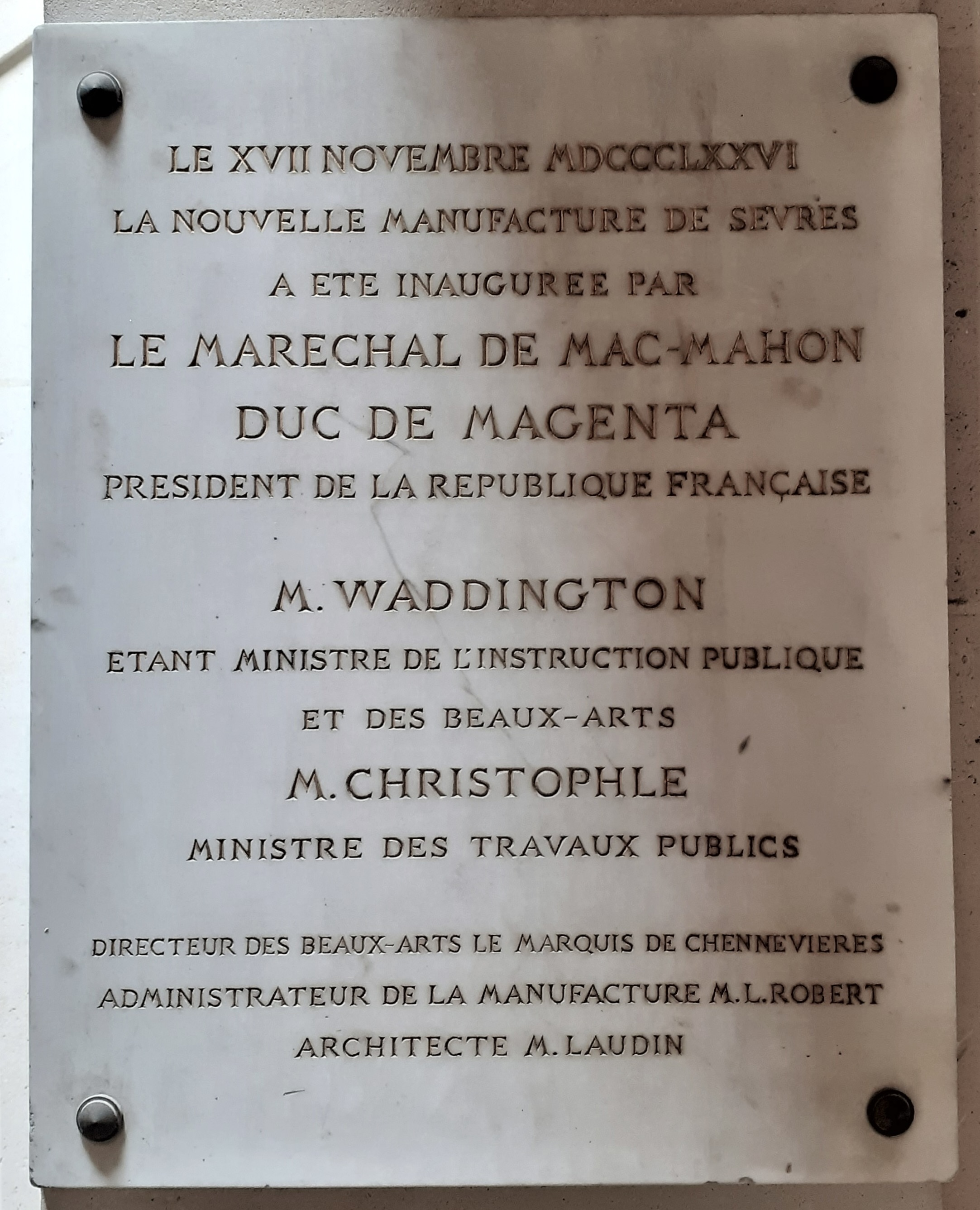
Plaque inaugurale dévoilée le 17 novembre 1876.

En 1876, la manufacture et le musée déménagent vers leur emplacement actuel au bord du parc de Saint-Cloud. Un bâtiment spécifique, construit par l'architecte Alexandre Laudin, est réservé au musée, bien que cohabitant avec quelques ateliers et la boutique de la manufacture. Le bâtiment est inauguré le 17 novembre 1876 par le maréchal de Mac Mahon, président de la République, en présence du ministre des Beaux-Arts William Waddington, du directeur des Beaux-Arts le marquis de Chennevières, Louis Robert étant administrateur.
Jules-François-Félix Husson-Fleury, dit Champfleury (1821-1889), conservateur et successeur de Riocreux, a la lourde tâche d'aménager ce nouveau lieu. De forme très allongée et étroite, le bâtiment se voit adapter le classement de Brongniart. Le musée privilégie toujours le dessein de Brongniart, à savoir un musée sur les techniques de la céramique.
Au début du XXe siècle, Ernest Carrière est le directeur de la création artistique jusqu'en 1908.
À partir de 1934, le musée est rattaché à la direction des musées de France.
Le 3 mars 1942, le musée est touché par le souffle du bombardement de la Royal Air Force visant l'usine Renault de l'île Seguin. Environ 8 000 objets sont détruits ou abîmés, dont la restauration a commencé 70 ans après, en août 2013.

## Dans la culture
Les tasses de Sèvre sont mentionnées dans le tome deux de Guerre et Paix de Tolstoï : Pierre offre en cadeau à la comtesse une « tasse de Sèvre bleu vif à couvercle sur laquelle étaient peintes des bergères ».